# Аксельруд, Григорий Абрамович
Григорий Абрамович Аксельруд (укр. Григорій Абрамович Аксельруд, 1919—2001) — советский и украинский учёный, доктор технических наук, профессор; Заслуженный деятель науки и техники Украины (1992).
Является автором более 500 научных статей, методических разработок и 8 монографий в области тепло-массообменных процессов в системах с твердой фазой, некоторые из его работ переведены на польский, венгерский, английский и болгарский языки; также автор ряда изобретений.

## Биография
Родился 1 мая 1919 года в Киеве.
В 1944 году окончил Московский институт химического машиностроения (ныне Московский государственный университет инженерной экологии). В 1944—1949 годах находился на производстве. С 1949 года работал во Львовском политехническом институте (ныне Национальный университет «Львовская политехника»: ассистент, в 1950—1958 годах — старший преподаватель, в 1958—1967 годах — доцент, в 1967—1969 годах — профессор. В 1969—1987 годах Григорий Абрамович был заведующим кафедрой «Процессов и аппаратов химических производств», в 1987—1995 годах профессор кафедры «Химической инженерии и промышленной экологии». В 1955 году защитил кандидатскую диссертацию на тему «О применениях гидродинамики в кинетике растворения твердых частиц», а в 1967 году — докторскую диссертацию на тему «Аналитическая теория диффузионного извлечения веществ из пористых тел». Под его руководством было защищено более 60 кандидатских и 10 докторских диссертаций.
Учёный разрабатывал методы моделирования и расчета массообменной аппаратуры в системе «твёрдое тело − жидкость». Создал и возглавлял в 1965—1987 годах научную школу по направлению «Массообмен в системах с твёрдой фазой». Предложил аналитическую теорию процессов растворения и экстрагирования твёрдых тел, теорию массообмена в капиллярно-пористых средах, исследовал процессы гетерогенных взаимодействий в капиллярах. На основе собственных теоретических положений разработал ряд технологических процессов и методов, которые были внедрены на производстве, в частности для производства удобрений, продуктов органического синтеза, очистки сточных вод, производства алюминия и в других отраслях.
С 1995 года проживал в США, где и умер 6 мая 2001 года.